# Australia (álbum)
Australia es un álbum de música new age del grupo alemán Cusco, lanzado el 20 de junio de 1997.

## Pistas
1. «Australia»
2. «Unknown Paradise»
3. «Ancient People»
4. «Sea planet»
5. «Didgeridoo»
6. «Flying Condor»
7. «Highland»
8. «North Easter»
9. «From A Higher Point»
10. «Earth Waltz»
11. «Magic waltz»

- Datos: Q8209399